# Frixos
Frixos (latinsky Phrixus) byl syn orchomenského krále Athamanta a bohyně oblaků Nefely. Jeho sestrou byla Hellé.
Jejich dětství bylo šťastné až do chvíle, kdy Athamás opustil jejich matku Nefelu a oženil se s Ínó, dcerou thébského krále Kadma. Ínó děti od počátku nenáviděla a připravovala plán, jak se jich natrvalo zbavit. Ínó byla ještě krutější, když se jí narodily vlastní děti, synové Learchos a Melikertés.

## Mytologie
Nejprve navedla ženy z království, aby upražily osivo obilí, to samozřejmě po zasetí nevyklíčilo, nebyla žádná úroda, nastal hlad. Lid se bouřil. Do Delf byli vysláni poslové a podle nařízení královny přinesli odpověď bohů: za vše nese vinu Frixos a musí být obětován bohům. Král Athamás se bál lidu, ale syna obětovat nechtěl. Intriky manželky Ínó vedly nakonec k tomu, že souhlasil s obětováním obou dětí. Večer před určeným dnem přivedla jejich pravá matka Nefelé do paláce zlatého berana, který děti odnesl přes moře.
Hellé se cestou neudržela, spadla do moře a utonula. Po ní je mořská úžina nazvána Hellespont, dnešní Dardanely. Frixa beran šťastně donesl do daleké Kolchidy, tamní král Aiétés jej přijal. Z vděčnosti obětoval zlatého berana nejvyššímu bohu Diovi. Dal zlatou kůži přibít na rozložitý dub a nechal ji hlídat strašnému stále bdícímu drakovi a stráž posílil dvěma býky s kovovýma nohama. Dávná věštba stanovila, že bude vládnout jen pokud bude mít zlaté rouno.
Frixův otec Athamás byl z vůle bohyně Héry stižen šílenstvím, v němž zabil syna Learcha. Druhého syna mu Ínó vyrvala a na útěku se s ním vrhla z vysokého útesu do moře. Přijaly ji nymfy, Zeus z ní učinil mořskou bohyni. Poté si Ínó změnila jméno na Leukothea a synovo jméno Melikertés na Palaimón.
Frixovi se v nové vlasti Kolchidě nejprve dařilo dobře, byl oblíben a stal se dokonce zetěm krále Aiéta, který mu dal svou dceru Chalkiopé. Měli čtyři syny, po Frixově smrti je však Aiétés týral tak krutě, že později vedeni nejstarším bratrem Argem chtěli uprchnout na malé lodi do vlasti svého otce, do Orchomenu. Při plavbě po moři se dostali do bouře a ztroskotali u ostrova Arétie. Tam je našli Argonauté a vzali je zpět do Kolchidy na své cestě za zlatým rounem. Vůdce Argonautů, Iásón, si od tohoto dobrého skutku sliboval, že mu Frixovi synové pomohou získat zlaté rouno. Argos však Iásona varoval před úskočností a krutostí krále Aiéta.
Za pomoci Médeie, ale i Chalkiopé se Iásón zmocnil zlatého rouna a rychle opustili Kolchidu. Synové Frixa, nejstarší Argos, nejmladší Frontis a jejich dva bratři se k nim připojili na dlouhé zpáteční plavbě lodi Argonautů.